# Juozas Baikštys
Juozas Baikštys (18 marzo 1998) è un altista lituano.

## Palmarès
| Anno | Manifestazione | Sede     | Evento        | Risultato | Prestazione | Note                                     |
| ---- | -------------- | -------- | ------------- | --------- | ----------- | ---------------------------------------- |
| 2021 | Europei indoor | Toruń    | Salto in alto | 14º (q)   | 2,10 m      |                                          |
| 2022 | Europei        | Monaco   | Salto in alto | 14º (q)   | 2,17 m      |                                          |
| 2023 | Europei indoor | Istanbul | Salto in alto | 16º (q)   | 2,14 m      | Miglior prestazione personale stagionale |
| 2024 | Europei        | Roma     | Salto in alto | 24º (q)   | 2,12 m      |                                          |

4 volte campione nazionale assoluto.